# Johann-Georg-Zimmermann-Medaille
Die Johann-Georg-Zimmermann-Medaille ist eine mit 5.000 Euro (Stand 2013) dotierte, renommierte Auszeichnung für Mediziner in Deutschland, die seit 2002 an Personen verliehen wird, die sich besonders in der Bekämpfung von Krebserkrankungen engagiert haben. Benannt ist die Medaille nach dem Arzt Johann Georg Zimmermann.
Neben der Johann-Georg-Zimmermann-Medaille wird seit 2002 jährlich ein mit 10.000 Euro (Stand 2013) dotierter Forschungspreis vergeben. Von 1972 bis 2001 wurden ein mit zuletzt 30.000 DM dotierter Wissenschaftspreis und ein mit 2.000 bis 10.000 DM dotierter Förderpreis vergeben.
Die Johann-Georg-Zimmermann-Medaille und weitere Preise wurden bis 2012 vom Johann-Georg-Zimmermann-Verein vergeben, der aus einer Stiftung der Deutschen Hypothekenbank hervorgegangen ist. Seit 2013 werden die Johann-Georg-Zimmermann-Medaille und der Johann-Georg-Zimmermann-Preis von der Förderstiftung MHH plus, der zentralen Förderstiftung der Medizinischen Hochschule Hannover, verliehen. Gestiftet werden die beiden Auszeichnungen weiterhin von der Deutschen Hypothekenbank.

## Preisträger

### Preisträger der Johann-Georg-Zimmermann-Medaille
- 2002/03 Christian Herfarth
- 2003/04 Peter Propping
- 2004/05 Harald Stein
- 2005/06 Rolf Sauer
- 2006/07 Harald zur Hausen
- 2007/08 Paul Kleihues
- 2008/09 Rüdiger Hehlmann
- 2009/10 Rolf Kreienberg
- 2010/11 Klaus Rajewsky
- 2011/12 Peter Krammer
- 2012/13 Charlotte Niemeyer
- 2013/14 Alexander Knuth
- 2014/15 Peter Lichter
- 2015/16 Gerd Nettekoven
- 2016/17 Axel Ullrich
- 2017/18 Michael Hallek
- 2018/19 Christa Fonatsch
- 2019/20 Peter M. Schlag
- 2020/21 Konstanze Döhner, Hartmut Döhner[1]
- 2022 Christoph Huber[2]
- 2023 Hinrich Abken[3]
- 2024 Michael Bamberg[4]
- 2025 Markus W. Büchler[5]

### Preisträger des Forschungspreises
- 2002/03 Heike Allgayer
- 2003/04 Wolf-Karsten Hofmann
- 2004/05 Jürgen C. Becker
- 2005/06 Carsten Müller-Tidow
- 2006/07 Michael Boutros
- 2007/08 Simone Fulda
- 2008/09 B. Michael Ghadimi, Nisar Peter Malek
- 2009/10 Florian Richard Greten
- 2010/11 Hans Christian Reinhardt
- 2011/12 Lars Zender
- 2012/13 Michael Heuser
- 2013/14 Soyoung Lee, Clemens Schmitt
- 2014/15 Daniel Nowak
- 2015/16 Aurelio Teleman
- 2016/17 Rebekka K. Schneider-Kramann
- 2017/18 Thomas Oellerich
- 2018/19 Sebastian Kobold
- 2019/20 Jan-Henning Klusmann
- 2020/21 Armin Wiegering[1]
- 2022 Anna Saborowski[2]
- 2023 Mark Schmitt[3]
- 2024 Franziska Blaeschke[4]
- 2025 Elisabeth Heßmann, Niklas Klümper[5]

### Preisträger des Wissenschaftspreises
- 1973 Axel Georgii, Hans Osswald, Fritz Trepel, Peter Schick, Harald Theml
- 1974 Charles-M. Gros, Josef Zajicek
- 1975 Adolf Grässmann,[6] Peter N. Magee
- 1976 Otto Käser, Heinz Oeser
- 1977 Norbert Brock, Georges Mathé
- 1978 Phil Gold, Wolfgang Horst
- 1979 Donald Pinkel, Hansjörg Riehm
- 1980 Birgit van der Werf-Messing
- 1981 Peter W. Jungblut, Umberto Veronesi
- 1982 William H. Beierwaltes
- 1983 Natale Cascinelli, Egon Macher
- 1984 Richard Doll
- 1985 Eberhard Scherer, Carl G. Schmidt
- 1986 Paul Hermanek
- 1987 Peter Duesberg
- 1988 Karl Heinrich Welte
- 1989/90 Gerd Friedmann, Karl zum Winkel
- 1990/91 Claus Bartram
- 1994/95 Gerhard Schaller
- 1996/97 Dieter Hoelzer
- 1997/98 Hartmut Rabes
- 1998/99 Ernst-Ludwig Winnacker
- 2000/01 Volker Diehl
- 2001/02 Michael Bamberg

### Preisträger des Förderpreises
- 1994/95 Jenny Chang-Claude, Klaus H. Baumann, Cornelius Knabbe
- 1990/91 Karin Frank-Raue, Michael Kneba
- 1989/90 Mattias Bollow, Peter Heintz, Reinhard Erlemann, Joachim Sciuk